# Benedetto Cairoli
Benedetto Cairoli (Pavia, 1826. január 28. – Capo di Monte, 1889. augusztus 8.) olasz államférfi, két alkalommal miniszterelnök.

## Életpályája
1848-ban részt vett a milánói felkelésben és Ausztria elleni szabadságharcban, amelyben négy testvére esett el. 1859-ben Garibaldi önkéntes csapatában harcolt, 1860-ban pedig a parlament tagja lett. Nem sokkal később mint százados, az 1000 marsalai hős egyikeként részt vett Garibaldi szicíliai expedíciójában. Palermo mellett súlyosan megsebesült, és csak 1863-ban gyógyult fel. 1868-ban újra a képviselőház tagja lett, amelyben a szélső bal vezére volt. 1878 márciusában elnökké választották meg és amikor emiatt Agostino Depretis kormánya lemondott, a király Cairolit bízta meg az új kabinet megalakításával. Cortis visszalépése után Cairoli vette át a külügyminisztérium vezetését. 1878. november 17-én Passanantének Nápolyban Umbertó király ellen elkövetett merénylete alkalmából Cairoli a király védelmére kelt és megsebesült. Népszerűsége dacára a decemberben megnyílt kamarákban a vetélkedő pártvezérek, Francesco Crispi, Agostino Depretis és Nicotera megbuktatták, de 1879-ben újból a minisztérium és a külügy élére állott és nem nyugodott, míg néhány nyomasztó adót el nem törölt. Másrészt azonban az Italia irredenta iránt tanúsított engedékeny magatartása miatt Németország, valamint Ausztria-Magyarország elidegenedtek tőle. A franciák tuniszi expedíciója is meglepte őt, minek következtében 1881. május 14-én állásáról lemondott. Ezt követően a parlamentben egy radikális csoport vezére és a pentarchiának a tagja volt.